# غزو مارتينيك (1809)
غزو مارتينيك في العام 1809، عملية غزو برمائية بريطانية ناجحة ضد جزيرة مارتينيك في الهند الغربية التابعة لفرنسا، وحدث الغزو بين 30 يناير و24 فبراير 1809 خلال حملة الهند الغربية 1804-1810 ضمن الحروب النابليونية. يُذكر أن مارتينيك، مثلها مثل غواديلوب المجاورة لها، كانت تشكّل تهديدًا رئيسيًا للتجارة البريطانية في البحر الكاريبي، إذ مثّلت قاعدة محمية انطلق منها القراصنة الموظفون والسفن الحربية التابعة للبحرية الفرنسية لقرصنة السفن البريطانية وتعطيل المسارات التجارية التي دعمت الاقتصاد البريطاني. إضافة إلى ذلك، فقد عملت الجُزر بمثابة المحور للعمليات الفرنسية الكبرى في المنطقة، وفي خريف العام 1808، بعد قيام تحالف إسباني مع بريطانيا، قررت الأميرالية البريطانية تحييد خطر الجزر، وابتدأت بمارتينيك.
حشد البريطانيون قوة كاسحة بإمرة نائب الأميرال السير أليكساندر كوكران والفريق جورج بيكويث، اللذين جمعا 29 سفينة و10،000 رجل –أي ما يبلغ أربعة أضعاف القوات الفرنسية المسؤولة عن حماية مارتينيك. إثر رسوّهم بالقوة المفرطة على الساحلين الشمالي والجنوبي للجزيرة، زحفت القوات البريطانية باتجاه قلب الجزيرة، وهزمت الجنود الفرنسيين في المرتفعات الوسطى ودحرت وحدات الميليشات المحلية في جنوب الجزيرة. بحلول 9 فبراير، سقطت كامل الجزيرة بيد البريطانيين، ما عدا قلعة ديسيه، ذات الموقع المنيع والتي أُريد لها حماية العاصمة فورت-دو-فرانس، التي تجاوزها الزحف البريطاني. فُرض حصار استمر لخمسة عشرة يوم تعرّضت القلعة خلاله للقصف المتواصل، وهو ما أدى إلى 200 قتيل فرنسي، قبل الاستسلام.
مثّل الاستيلاء على الجزيرة ضربة موجعة للهيمنة الفرنسية في المنطقة، إذ جرّدها من قاعدة بحرية رئيسية وحرم الملاحة الفرنسية من ملاجئ آمنة في المنطقة. لفداحة ما قد ينجم عن خسارة جزيرة مارتينيك، أرسلت البحرية الفرنسية أسطولًا حربيًا لتعزيز حامية الجزيرة خلال الغزو البريطاني. ولكن التعزيزات وصلت بعد فوات الأوان، ولم تترك أثرًا في نتائج المعركة. اعتُرضت هذه التعزيزات قبالة الجزر وتفرقت خلال عمليات حملة ترود 14-17 أبريل 1809: ولم يعد نصف هذه القوات إلى فرنسا أبدًا. بعد سقوط مارتينيك، التفت البريطانيون بأنظارهم نحو جزيرة غواديلوب، والتي استولوا عليها في العام التالي.

## خلفية الأحداث
خلال الحروب النابليونية، أُوكل إلى البحرية الملكية البريطانية مهمة التضييق على مسارات وعمليات البحرية الفرنسية، والسفن التجارية الفرنسية، والقراصنة الموظفين الفرنسيين. لتحقيق هذه الغاية، ضربت البحرية الملكية حصارًا على المواني الفرنسية، وخصوصًا قواعدها الرئيسية في تولون وبريست. ترك تضييق الخناق هذا على ملاحة الفرنسيين قبالة سواحلهم ترك أثارًا خطيرة على المستعمرات الفرنسية، بما فيها تلك في الهند الغربية، إذ لم تستطع من إيصال منتجاتها إلى فرنسا، ولم يعد باستطاعة الإمدادات والتعزيزات الفرنسية بلوغ المستعمرات، بسبب التهديد البريطاني القائم إما باعتراض الإمدادات أو مصادرتها. شكلت تلك الجزر قواعد ممتازة للسفن الفرنسية للإغارة على المسارات التجارية البريطانية في البحر الكاريبي: في الصراعات السابقة، رد البريطانيون على التهديد الذي شكّلته مستعمرات فرنسا في الهند الغربية باحتلالها بالقوة، مثلما حصل مع مارتينيك، التي سقطت سابقًا تحت الغزو العسكري في الأعوام 1762 و1794. في العام 1780 صدّ أسطول حربي فرنسي محاولة غزو بريطانية في معركة مارتينيك. بحلول العام 1808، لم يكن ثمة وجود لأساطيل فرنسية في البحر: وأيما سفينة جازفت بمغادرة الميناء تعرضت للتدمير أو أُجبرت على العودة، جاء ذلك نتيجة لسلسلة من المعارك، تُوّجت في الهزيمة النكراء في معركة طرف الغار في العام 1805.